# تشارلز هيلم
تشارلز هيلم (بالإنجليزية: Charles Helm)‏ هو مبشر جنوب أفريقي، ولد في 28 سبتمبر 1844 في Suurbraak ‏ في جنوب أفريقيا، وتوفي في 14 سبتمبر 1915 في بولاوايو في زيمبابوي.